# 打磨岗水库
打磨岗水库是中国河南省南阳市内乡县境内的一座水库，位于默河中支流上，建于1981年。水库正常库容为1250万立方米，集雨面积为58平方千米，海拔为253.2米。